# Spinocalanus terranovae
Spinocalanus terranovae är en kräftdjursart som beskrevs av Damkaer 1975. Spinocalanus terranovae ingår i släktet Spinocalanus och familjen Spinocalanidae. Inga underarter finns listade i Catalogue of Life.